# سینامون
سینامون (به انگلیسی: Cinnamon) یک میزکار آزاد و متن باز برای سیستم‌عامل‌های لینوکس و شبه یونیکس است و انشعابی از میزکار گنوم نسخۀ ۲ است.

## تاریخچه
این محیط رومیزی توسط تیم توسعۀ لینوکس مینت توسعه داده شده‌است. پس از انتشار میزکار گنوم نسخۀ ۳، توسعه‌دهندگان لینوکس مینت دربارۀ آینده این توزیع چندان مطمئن نبودند. آن‌ها همچنان تصمیم به استفاده از گنوم نسخۀ ۲ داشتند، اما بعداً متوجه شدند که «گنوم پنل» (نوار وظیفۀ گنوم ۲) نیز دیگر توسعه داده نمی‌شود. از این رو به توسعۀ میزکار سینامون پرداختند که بسیاری از ویژگی‌های ظاهری سلف خود یعنی گنوم ۲ را همچنان به نمایش می‌گذاشت.